# Phomopsis eryngicola
Phomopsis eryngicola är en svampart som beskrevs av Traverso. Phomopsis eryngicola ingår i släktet Phomopsis och familjen Diaporthaceae.   Inga underarter finns listade i Catalogue of Life.